# Imionki
Imionki est un village polonais du district administratif d'Olecko, dans le powiat d'Olecko, voïvodie de Varmie-Mazurie, au nord-est du pays. 
Il est situé à environ 4 km à l'est d'Olecko et à 138 km à l'est de la capitale régionale Olsztyn.